# Miltochrista tapaishanica
Miltochrista tapaishanica är en fjärilsart som beskrevs av Daniel 1951. Miltochrista tapaishanica ingår i släktet Miltochrista och familjen björnspinnare. Inga underarter finns listade i Catalogue of Life.